# Ethylacetat
Ethylacetat (systematisk navn ethylethanoat, forkortet EtOAc) er en organisk forbindelse med formlen CH3-COO-CH2-CH3 (sumformel C4H8O2). Førhen blev stoffet kaldt eddikeæter, selv om stoffet strengt taget ikke er en æter.
Under standardbetingelser fremtræder ethylacetat som en farveløs væske, der har en karakteristisk sødlig lugt. Ethylacetat er esteren af ætanol og eddikesyre.

## Anvendelse
Det anvendes i lim, neglelakfjerner, til ekstraktion af koffein fra kaffe og som tilsætningsstof i cigaretter. I organiske laboratorier anvendes det desuden som opløsningsmiddel og som løbevæske til tyndtlagskromatografi (TLC).

## Produktion
I 1985 udgjorde den samlede produktion af ethylacetat i Japan, Nordamerika og Europa ca. 400.000 ton. I 2004 var den anslåede produktion 1,3 millioner ton på verdensplan.